# De Tocht
De Tocht is een Nederlandse musicalproductie die vanaf de première op 1 oktober 2023 t/m 30 juni 2024 in het tijdelijke Friso Theater in Leeuwarden speelde. De tocht werd geproduceerd door De Tocht BV.

## Verhaal
De musical vertelt het enerzijds het verhaal van een groep uit elkaar gegroeide jeugdvrienden (Annet, Sjoerd, Pieter, René en Kristien) die als kind in 1997 een pact sloten dat ze samen de Elfstedentocht zouden rijden als ze daar oud genoeg voor zijn. Vele jaren later is er pas weer een Elfstedentocht. Net als in het echte leven verliezen groepsleden elkaar bij de start uit het oog. Er volgen gesprekken, vaak met wild vreemden, over pijnlijke situaties uit heden en verleden (een faillissement, onuitgesproken liefdes, broers die elkaar hun pijnpunten kwalijk nemen, verwachtingen die niet uitkomen of waaraan ze niet voldeden, dromen die aan de kant werden gezet en een terminale ziekte). Onderweg vinden ze mekaar na lange stukken alleen te hebben geschaatst weer terug. 
Een andere verhaallijn gaat over Jelmer, een elfstedenveteraan die tijdens de schaatstocht op voor hem bijzondere plekken de as van zijn overleden vrouw Boukje uitstrooit en steeds met haar herinnering in gesprek raakt. Uiteindelijk komen beide verhaallijnen samen.

## Bezetting
| Rol                 | Cast                             |
| ------------------- | -------------------------------- |
| Annet               | Nandi van Beurden                |
| Alternate Annet     | Bertrie Wierenga                 |
| Understudy Annet    | Emily White, Sandra Jonkman      |
| Sjoerd              | Wolter Weulink                   |
| Understudy Sjoerd   | Jeroen Dekkers, Johnny Barendsen |
| Pieter              | Theo Martijn Wever               |
| Understudy Pieter   | Johnny Barendsen, Wesley florijn |
| Rene                | Boy Ooteman                      |
| Understudy Rene     | Tobias Oelderik                  |
| Kristien            | Jolijn Henneman                  |
| Understudy Kristien | Sandra Jonkman, Ilja de Boer     |
| Jelmer              | Thijs Meester                    |
| Alternate Jelmer    | Hilbert Dijkstra, Jan Tekstra    |
| Boukje              | Maike Boerdam                    |
| Alternate Boukje    | Kilke John                       |

### Ensemble
| Ensemble |
| --- |
| - Jeroen Dekkers (W.A. van Buuren) - Emily White - Johnny Barendsen - Tobias Oelderik - Sandra Jonkman - Wesley Florijn - Ilja de Boer - Matthijs van Dieren - Christian Jongedijk - Robin Hissink - Jelmer Engelaar - Kelly van de Boogaard - Lot Berendse - Zoï Duister - Irmelijn Geerts - Janne Kolpa - Bram Ven - Jeroen Sigterman - Ashanti Lavooij - Jip Warmerdam - Maud Scheepers - Britt Donkersloot - Sterre van der Gouw (kunstschaatster) - Paula Jagodzinska (kunstschaatster) - Silja dos Reis ([kunstschaatster) - Pieter Hogerwerf (kunstschaatser) |

Naast de bovengenoemde namen waren er verspreid over de voorstellingen zo’n 500 schaatsende figuranten bij de musical betrokken.

## Script, muziek, regie
De musical was het geesteskind van Madeleine van Beuzekom die als creatief producent tien jaar aan het project heeft gewerkt.
Het script en songteksten werden geschreven door Allard Blom en de composities werden gemaakt door Ad van Dijk en Sytse Broersma (bekend van De Kast) waarbij die laatste verantwoordelijk was voor de Friestalige gedeeltes. De instrumentatie werd buiten het zicht van het publiek live uitgevoerd door een band onder leiding van Hans Voerman. De show werd geregisseerd door Eddy Habbema.

## Friso Theater
Aanvankelijk was het de bedoeling geweest een theater op het terrein van de voormalige Leeuwarder slachterij Brada tussen de Marshallweg en de Snekertrekweg te bouwen. Deze locatie lag op loopafstand van Station Leeuwarden. Dit plan kon geen doorgang vinden toen bleek dat de grond daar zwaar vervuild was. Sponsorend bedrijf Friso Bouwgroep kwam met een oplossing door een grote hal te bouwen op hun bedrijfsterrein aan de Snelliusweg westelijke rand van Leeuwarden. Deze kon dan tijdelijk als theater worden ingericht en later als bedrijfshal worden ingezet. De hal staat aan het Van Harinxmakanaal, minder dan 500 meter van het punt waar de schaatsers tijdens een echte Elfstedentocht kort na de start vanuit de Zwettehaven het kanaal oversteken om de Zwette richting Sneek op schaatsen. Door de noodgedwongen verandering van locatie moest de première een jaar worden uitgesteld. In de oorsprongkelijke plannen had de musical reeds in seizoen 2020-2021 moeten starten maar was de première al uitgesteld wegens de coronapandemie. Nadat het gebouw werd opgeleverd, kon het door Stageco Nederland worden ingericht. Eind juli 2023 werd de ijsvloer getest.
Het podium van het Friso Theater dat voor deze productie was gebouwd bevatte twee ijsvloeren. Een vaste ijsvloer op de achtergrond en een ijsvloer die rond de tribune draaide die de voorgrond vormde. De achterwand werd gevormd door een groot beeldscherm. Tussen de vaste en de draaiende ijsvloer konden bewegende beeldschermen worden geplaatst. Onder de tribune konden buiten het zicht van het publiek decorstukken op de draaiende ijsbaan worden geplaatst die vervolgens het podium op draaiden. De acteurs konden op de draaiende ijsvloer schaatsen zonder vooruit te komen (vergelijkbaar met een lopende band in een sportschool) terwijl op de tussenliggende beeldschermen het Friese landschap voorbij trok. Bij scènes "op locatie" stond de ronde ijsvloer stil werden de tussenliggende beeldschermen weg getrokken. Door een combinatie van decorstukken en het beeldscherm op de achtergrond konden verschillende locaties in de elf Friese steden tot leven worden gewekt. Naast audiovisuele effecten werd er tijdens de sneeuwstorm-scène ook wind door het theater gecreëerd. Achter het podium was een groot backstage-gedeelte gebouwd met daarin kleedkamers en de studio waarin de begeleidingsband speelde.
Warmte die vrijkwam bij het koelen van de ijsvloeren werd gebruikt om het gebouw te verwarmen.
De foyer van het theater was in stijl met het het thema Elfstedentocht ingericht met elementen van een typisch Fries dorpsplein met Koek-en-zopie stands. De trappen naar de tribune van de theaterzaal waren gebaseerd op het bruggetje van Bartlehiem. De tribune bood plaats aan 1460 bezoekers.
Tijdens de voorbereiding is veel gebruik gemaakt van ijsbanen van de Vechtsebanen in Utrecht de Elfstedenhal in Leeuwarden en evenementencomplex WTC Leeuwarden om te repeteren of er technieken (geluid, belichting audiovisueel) uit te testen en presentaties te houden.

## Ontvangst
Na de première waren de kritieken in de kranten niet al te lovend. Het verhaal werd door recensenten te eendimensionaal bevonden. De muziek en het spektakel maakten wel veel goed.
Bij het publiek was het enthousiasme een stuk groter. De kaartverkoop liep goed en de musical won in 2024 de publieksprijs voor beste musical bij de Musical Awards. Ook de prijs voor het beste decor ging naar De Tocht.
Hoeveel seizoenen de musical zou gaan lopen was vooraf niet duidelijk. Het kon bij blijvend succes steeds verlengd worden. De oorspronkelijke run zou tot april 2024 lopen maar werd in eerste instantie verlengd tot oktober van dat jaar. Uiteindelijk werd besloten de verlenging in te korten en dat de laatste opvoering op 30 juni 2024 zou zijn. In april 2024 had De Tocht reeds 300.000 bezoekers ontvangen. Bijna twee derde van de bezoekers kwam van buiten de Friesland.

## Faillisement
Op 30 juni 2024 meldde Omrop Fryslân nog dat er mogelijk een vervolg zou komen. In welke vorm was nog niet bekend, daarover had dan in de loop van de zomer duidelijkheid moeten komen. Echter werd op 30 juli 2024 het faillissement van De Tocht BV aangekondigd. In de aanloop waren er kostenoverschrijdingen geweest. Er bleken door bestuurder Hans Staal veel contracten te zijn aangegaan waar de rest van de directie geen weet van had. Men was daardoor aan meer partijen geld verschuldigd dan eerder bekend was. 
Door de daardoor ontstane onzekerheid was het niet langer mogelijk investeerders te vinden waarmee de musical in het najaar van 2024 had kunnen worden heropgestart. Eind augustus 2024 werd duidelijk dat alle medewerkers die op zzp-basis meewerkten over de laatste maand waarschijnlijk niet meer zouden worden uitbetaald. 300.000 bezoekers hebben de financiële malaise niet kunnen goedmaken.
De curator onderzocht of er nog mogelijkheden waren om De Tocht te herfinancieren en heropstarten, maar kwam op 10 september 2024 tot de conclusie dat dit, ondanks veel goede wil van alle kanten, met een schuld die inmiddels tot 10 miljoen euro was opgelopen niet meer te realiseren was.

## Trivia
- De acteurs volgden schaatstrainingen bij de Sven Kramer Academy.
- Acteur Wolter Weulink schaatste in 2024 de alternatieve Elfstedentocht op de Oostenrijkse Weissensee.

## Externe Links
- Website De Tocht
- Friso Theater op website Friso Bouwgroep